# Považská Bystrica
Považská Bystrica (tiếng Đức:  Waagbistritz; tiếng Hungary: Vágbeszterce) là một thành phố ở tây bắc Slovakia. Nó nằm trên sông Váh, khoảng 30 km từ thành phố Zilina. Nó thuộc khu vực Thượng Váh du lịch.
Považská Bystrica nằm trong một khe núi của dãy núi Strážovské vrchy (1.213 m) và Javorníky (1071 m so với mực nước biển). Dãy núi là nơi những người leo núi và đi xe đạp leo núi ưa thích trong mùa hè, và trượt tuyết vào mùa đông mùa. Núi Veľký Manín (890 m so với mực nước biển) thống trị cảnh quant rung tâm thành phố cung cấp các quan điểm từ hầu hết các nơi trong thành phố. Trên ngọn đồi bên cạnh thành phố ở phía đối diện của sông Váh là những tàn tích của lâu đài Považský hrad với hai ngôi nhà thái ấp bên dưới, mà lịch sử thành phố này có quan hệ chặt chẽ.
Považská nằm trên tuyến đường giao thông lớn Bratislava - Zilina gây ra ùn tắc giao thông nhiều trong những năm gần đây. Các cầu cạn đường cao tốc được xây dựng thông qua các phân khúc hẹp của thành phố, được khai trương vào ngày 31, tháng 5 năm 2010.
Považská Bystrica kết nghĩa với Rožnov pod Radhoštěm tại Cộng hòa Séc.

## Dân số
| Năm            | 1994   | 2004   | 2014   | 2024   |
| -------------- | ------ | ------ | ------ | ------ |
| Số lượng người | 42.737 | 42.320 | 40.569 | 36.961 |
| Sự khác biệt   |        | −0,97% | −4,13% | −8,89% |

| Năm            | 2023   | 2024   |
| -------------- | ------ | ------ |
| Số lượng người | 37.261 | 36.961 |
| Sự khác biệt   |        | −0,80% |